# Не ставь на блондинок
«Не ставь на блондинок» (англ. Don't Bet on Blondes) — американская чёрно-белая романтическая кинокомедия 1935 года.

## Сюжет
После скандала с допингом на скачках букмекер Оддс Оуэн меняет профессию и становится страховым агеном. Один из его клиентов, полковник Янгблад, покупает страховку сроком на три года на случай, если его дочь, актриса Мерилин Янг, выскочит замуж. Чтобы избежать выплаты Оддс начинает ухаживать за Мерилин и отваживать всех её поклонников. Узнав, что её личное счастье стало предметом страховки, девушка очаровывает Оддса, затем сообщает, что находится в курсе его договора с отцом, и бросает незадачливого возлюбленного. Тем не менее в итоге любовь побеждает, и молодые люди женятся — Оддс теряет крупную сумму, но приобретает жену.

## Интересные факты
- В роли Мерилин Янг должна была сняться Долорес дель Рио, но за день до начала съемок она отказалась от участия в фильме[1].

## В ролях
- Уоррен Уильям — Оддс Оуэн
- Клэр Додд — Мэрилин Янгблад
- Гай Кибби — полковник Янгблад
- Уильям Гарган — Намберс
- Хобарт Кавано — Филберт О. Слемп
- Уолтер Байрон — Дуайт Бордман
- Дейзи Баффорд — Пенни, горничная Мэрилин
- Винс Барнетт — Чак «Мозги»